# トニ・ブリト・シルヴァ・サ
トニ・ブリト・シルヴァ・サ（ポルトガル語: Toni Brito Silva Sá、1993年9月15日 - ）は、ギニアビサウとポルトガルのサッカー選手。ギニアビサウ代表。ポジションはMF。

## クラブ歴

### ユース
2007年にレアルSCの下部組織に加入。翌シーズンにSLベンフィカの下部組織に移った。2009年に短期間のチェルシーFCの下部組織在籍を経て、リヴァプールFCの下部組織に移った。

#### イングランド
2012年2月14日、リヴァプールからノーサンプトン・タウンFCに1ヶ月の契約で期限付き移籍し、この日の試合で74分にアデバヨ・アキンフェンワに代わってプロ初出場。3人を抜き去ってルーク・グットリージにパスしたのが得点になり、1-0の勝利を掴むというデビュー戦になった。試合後にアイディ・ブースロイド監督も「こんなに早く湧かせる事は求めていなかった、プレミアリーグでやれる質がある。2、3人を抜き去ってゴールの記録を作ったのだから。」と絶賛した。期限付き移籍は22日に延長され、シーズン末までとなった。3月13日に翌シーズン加入する事となるダゲナム・アンド・レッドブリッジFCから得点を奪ったが、イングランドでの得点はこの一点だけだった。
2012年7月23日に、フットボールリーグ・チャンピオンシップのバーンズリーFCが2年契約の完全移籍で彼を獲得、移籍金はかかっていない。背番号は20番で、キース・ヒル監督も「左利きなのに右足も同様に使えるし、ボールを持っていようといまいと速い、そして若くて野心もある。我々は彼を300万ユーロの選手にしようと思っているし、出来ると思っている。」と期待のコメントをした。しかし、シーズンに先立って行われたドンカスター・ローヴァーズFCとのプレシーズンマッチで負傷、3ヶ月の離脱となってしまった。11月3日の試合で71分にマット・ドーンに代わって出場し、移籍後初出場。2013年1月25日にバーンズリー・クロニクル紙にデイヴィッド・フリットクロフト監督の構想には入っているが、相手ボールの時の動きを改善する必要があるためにU-21チームに送られていると報じられた。
2013年3月27日に、翌月23日までの契約でダゲナム・アンド・レッドブリッジに期限付き移籍。フットボールリーグ2で4試合に出たが、6月にはバーンズリーから放出された。

### CSKAソフィア
2013年12月17日、1か月の練習参加を経て、半年の契約でPFC CSKAソフィアに加入。2月24日のデビュー戦で初得点を記録し、2-1で勝利。翌週も得点を記録し、好調なスタートを切ったため、2014年3月7日に2017年6月まで契約を延長した。2013-14シーズンは15試合3得点。
2014-15シーズンは8月10日に初得点を記録。ウィンターブレイク明けはクラブ全体が10試合連続無得点という苦しい状況に陥ったが、5月16日の試合での彼の得点によって無得点は破られた。しかし彼はこの試合でダニエル・ズラツコフ、プラメン・ニコロフとの口論で退場処分となっている。なお、無得点が続いた4月には、一部のファンから差別的なチャントを歌われる被害にも遭っている。

### トルコ以降
2015年にシャンルウルファスポルに移籍。2016年にリーガプロのCFウニオンに1年延長オプションつきの2年半契約で加入。同年9月9日にギリシャ・スーパーリーグのレヴァディアコスFCに完全移籍、移籍金は明らかになっていない。
2018年にマメロディ・サンダウンズFCに移籍し、初のアフリカ移籍となった。2019年にアル・イテハド・アレクサンドリア・クラブに移籍。
同年7月30日に2年契約でリーガ1のAFCアストラ・ジュルジュに完全移籍。
2020年2月17日、FCタラズに移籍。
2021年2月18日、FCトボルに移籍。

## 代表歴
ギニアビサウ生まれであるが、幼少期にポルトガルに移住した。このため年代別代表ではポルトガル代表としてU-17、U-18代表の試合に出場した。
2016年6月4日にアフリカネイションズカップ2017予選・グループEのザンビア代表戦に出場し、ギニアビサウ代表初出場、初得点も記録した。